# Пужоль, Жорди
Жорди Пужоль-и-Солей (кат. Jordi Pujol i Soley; род. 9 июня 1930[…], Барселона) — испанский (каталонский) государственный деятель, президент Женералитета Каталонии (1980—2003).

## Биография
Родился 9 июля 1930 года в Барселоне, Испания. Учился в Барселонском университете, где получил степень в области медицины. Во время учёбы он присоединялся к различным студенческим группам, которые стремились избавить страну от диктатуры Франко.
В 1960 году во время чествования каталонского поэта Жоана Марагаля, проходившего во Дворце Каталонской музыки, часть зрителей исполнила песню Cant de la Senyera, несмотря на то, что ранее композиция была запрещена испанскими властями. Пужоль был среди организаторов этой акции протеста, за что был схвачен и заключён под стражу.

## Карьера
В 1974 году Пужоль основал политическую партию Демократическая конвергенция Каталонии, став её первым секретарём. Политическая партия не была легализована до 1977 года, во время перехода Испании к демократии после смерти Франко в ноябре 1975 года.
С 1977 по 1980 год Пужоль был министром без портфеля в каталонском правительстве, возглавляемом Жосепом Таррадельясом. В 1977 году Пужоль возглавил Демократический пакт Каталонии, который представлял собой коалицию каталонских партий, стремившихся утвердить Статут автономии Каталонии.
На парламентских выборах в Испании 1977 года он был избран в Конгресс депутатов, представляя Барселону. Он был переизбран на выборах 1979 года, но ушёл из парламента в 1980 году.
20 марта 1980 года были проведены первые демократические выборы в парламент Каталонии. Каталонская партия Конвергенция и Союз победила на выборах, а 24 апреля 1980 года Пужоль был избран президентом Женералитета Каталонии. В дальнейшем он пять раз переизбирался на этот пост.
В 1985 году он начал сотрудничество с Эдгаром Фором в Ассамблее европейских регионов, который Пужоль затем возглавлял с 1992 по 1996 год. В 1996 году он был произведён в офицеры Национального ордена Квебека за укрепление связей между регионами.
В 2003 году Пужоль ушёл в отставку, передав руководство партией Артуру Масу. В том же году он передал Библиотеке Каталонии библиографическую коллекцию из более чем 16 000 документов времён своего президентства.

## Личная жизнь
В 1956 году Пужоль женился на Марте Феррусоле в монастыре Монсеррат. У пары было семеро детей.
В январе 2021 года Пужоль с супругой без серьёзных симптомов переболели COVID-19, находясь на самоизоляции в своём доме в Барселоне. Супруга Пужоля, Марта, скончалась 8 июля 2024 года в возрасте 89 лет из-за осложнений, вызванных болезнью Альцгеймера.